# Avenida Costanera (Asunción)
La Avenida Costanera es la denominación genérica para la avenida y calle peatonal de Asunción a orillas del río Paraguay. El primer tramo denominado «Avenida José Asunción Flores» fue inaugurado en 2012, el cual inicia en la Calle Colón y termina en la Avenida General Santos, mientras que el segundo tramo «Costanera Norte» se extiende desde la Avda. General Santos hasta la Avda. Primer Presidente, para luego conectarse con la Autopista Ñu Guasú y llegar a la ciudad de Luque. La «Costanera Sur», inaugurada en julio de 2024, se extiende desde el empalme con Colón y Montevideo hasta la Avenida Coronel Abrahan Schweizer en la ciudad de Lambaré.

## Antecedentes
La construcción de la primera etapa de la Costanera inició en junio del 2010 por el Ministerio de Obras Públicas y Comunicaciones (MOPC). Luego de 2 años y medio de trabajo, fue inaugurado en diciembre del 2012. El segundo tramo se inauguró en junio de 2020, con la denominación «Costanera Norte», mientras que el tramo sur se inauguró en julio de 2024.

## Características
La avenida recorre la Bahía de Asunción, bordea el Centro Histórico de Asunción, circunvalando al Cabildo, el Congreso Nacional, la Catedral Metropolitana, el Palacio de los López y la Dirección General de Aduanas.

## Viabilidad
La Avenida Costanera es de doble sentido en toda su extensión, con dos carriles por lado. Mas los domingos y feriados se inhabilita la circulación en el carril que da hacia la bahía, para que esta se vuelva peatonal.

## Galería

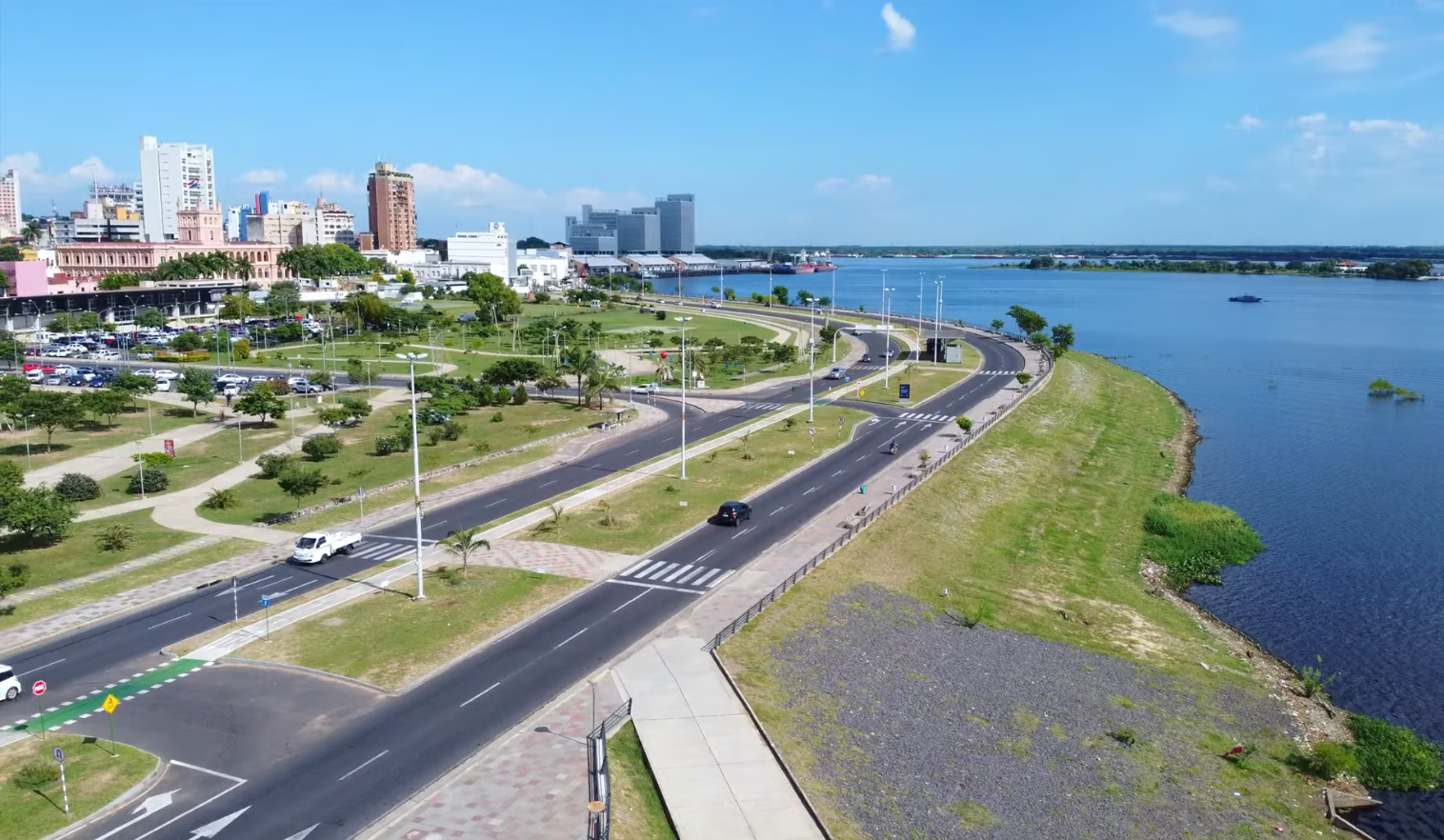
Costanera José Asunción Flores
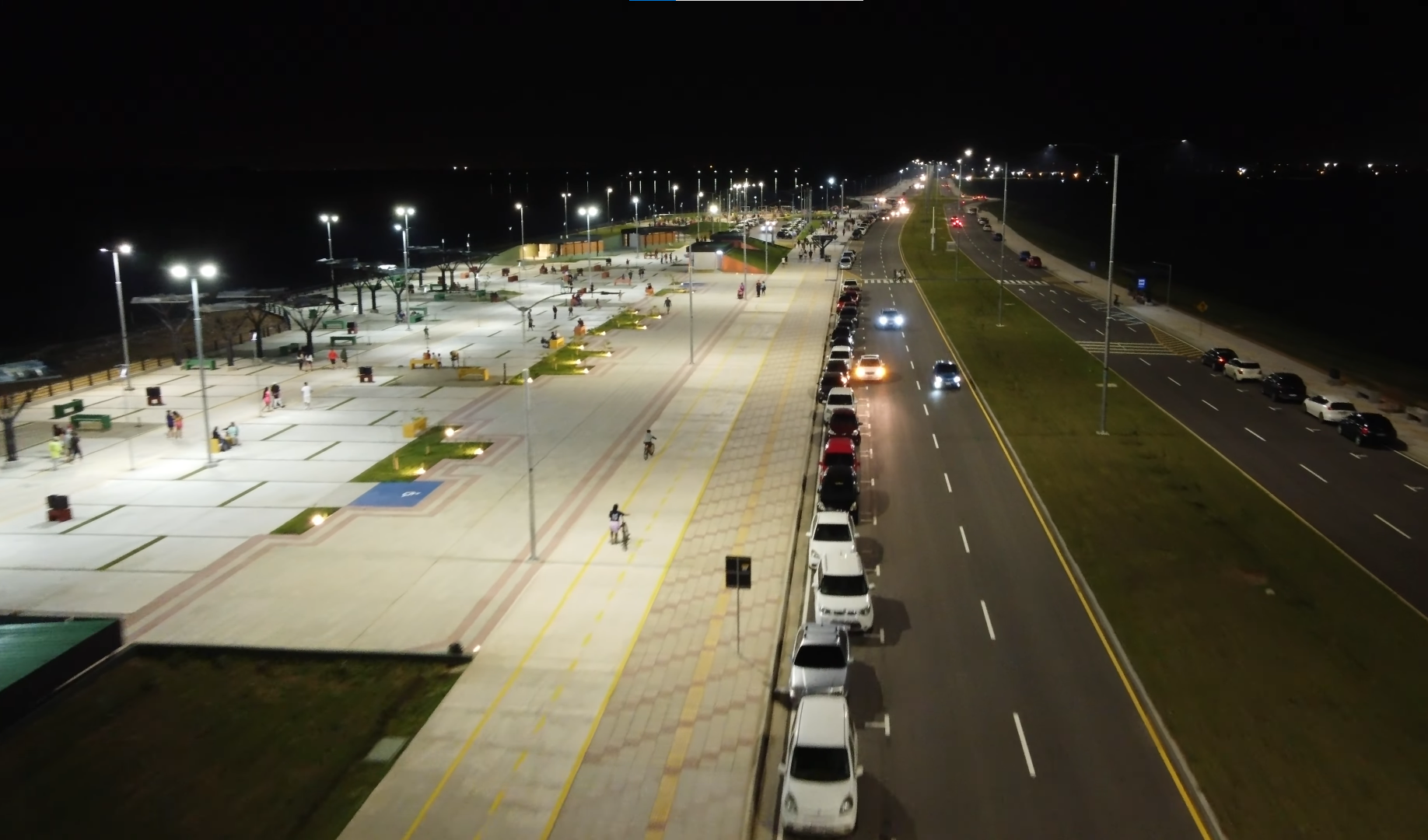
Parque Lineal de la Costanera Sur
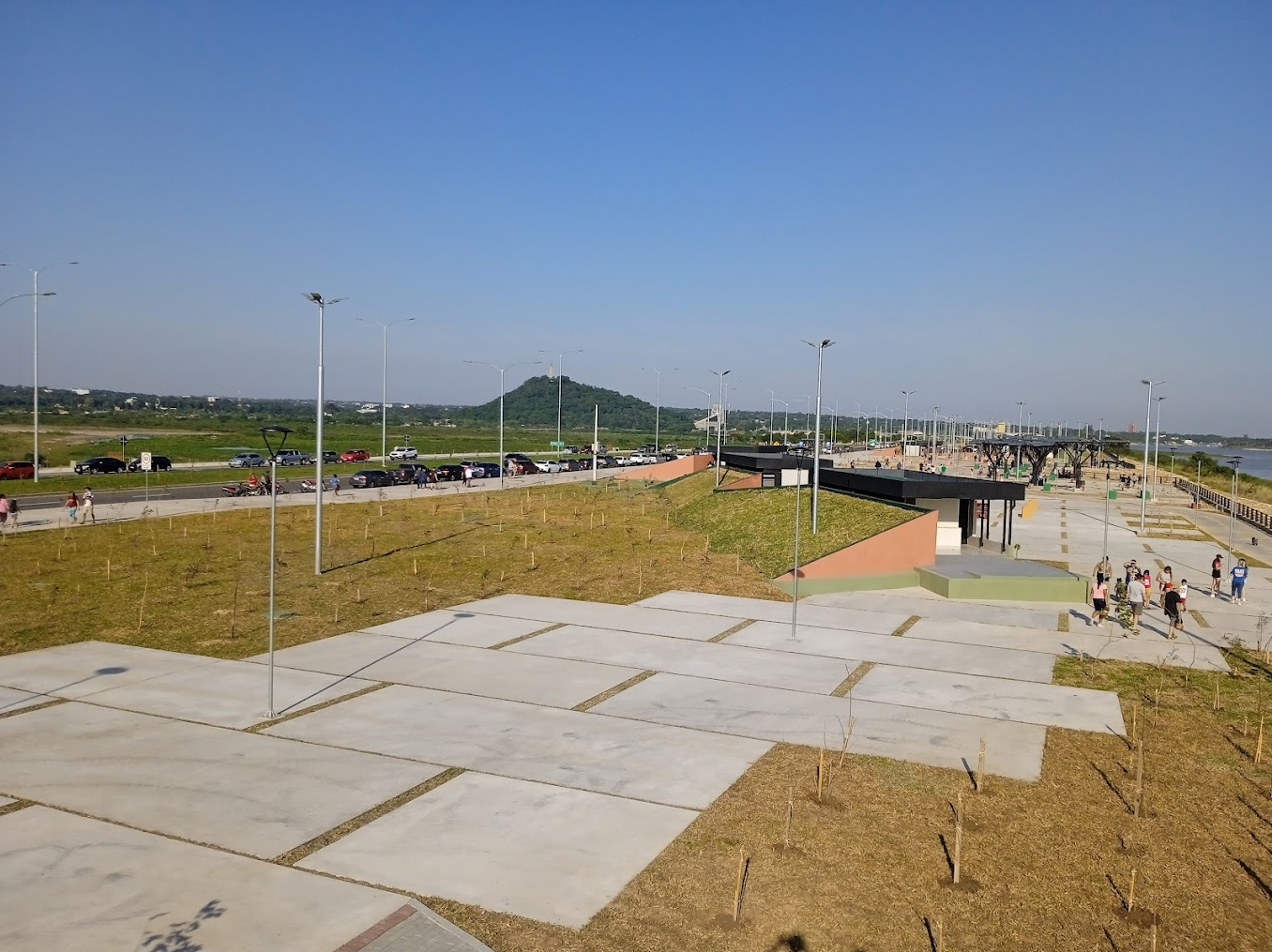
Costanera Sur con vista del cerro Lambaré